# 1966 a légi közlekedésben
Ez a lista az 1966-os év légi közlekedéssel kapcsolatos eseményeit tartalmazza.

## Események

### Január
- január 17. – Spanyolország délkeleti, Almería nevű tartományában, Palomares falu közelében tankerrel ütközik, majd lezuhan az amerikai légierő B–52-es bombázója.[1]

### Február
- február 2. – Faridpur közelében. A Pakistan International Airlines légitársaság Sikorsky S-61N típusú helikoptere lezuhan. A gépen utazó 21 fő utasból és 3 fő személyzet tagjai közül csak egy fő éli túl a balesetet.[2]

### November
- november 24. – A bolgár TABSZO légitársaság Szófia–Budapest–Prága–Berlin útvonalon közlekedő Il–18-as repülőgépe a kedvezőtlen időjárás miatt Pozsonyban leszáll. A felszállás követően 15 kilométer megtétele után lezuhan. (A szerencsétlenségben 74 utas (köztük 16 magyar) és a nyolcfős személyzet veszti életét.)[3]